# Ban d'Astell
El Ban d'Astell és una devesa muntanyenca del terme municipal de la Torre de Cabdella, al Pallars Jussà, dins del seu terme primigeni.
Està situat al nord del poble d'Astell, a l'esquerra del barranc del Mallo, entre el barranc de les Forques (oest) i el barranc del Solà (est).